# Операция «Факел»
Операция «Факел» (англ. Operation Torch) —  высадка войск союзников во французской Северной Африке. Началась 8 ноября 1942 года. Часть Североафриканской кампании во время Второй мировой войны.

## Военно-стратегическая ситуация
Советский Союз требовал от США и Великобритании начала проведения военных операций в Европе и открытия так называемого «второго фронта» для снижения нагрузки боевых действий на вооружённые силы СССР на Восточном фронте. 
В связи с этим американские военачальники планировали провести операцию «Следжхаммер», предусматривавшую высадку в оккупированной Европе в кратчайшие сроки. Однако их британские коллеги считали, что такой сценарий действий приведёт к катастрофическим последствиям, что было продемонстрировано в результате неудачного рейда на Дьеп). Вместо этого была предложена высадка во Французскую Северную Африку, в качестве возможных результатов которой назывались освобождение Северной Африки от сил стран Оси, улучшение контроля над Средиземным морем и подготовка вторжения в Южную Европу в 1943 году. Несмотря на мнение американского президента Франклина Рузвельта, что операция в Северной Африке исключит высадку в Европе в 1943 году, США поддержали британский план.
Северо-западная Африка — Алжир и Марокко — находилась под контролем режима Виши, формально связанного с Германией. Союзники полагали, в том числе по информации, полученной от американского консула в Алжире, что силы вишистской Франции избегут вступить в бои с англо-американскими силами вторжения, что позже не подтвердилось. Тем не менее, существовала опасность того, что ВМФ вишистов может попытаться отомстить за атаку британцами Мерс-эль-Кебира в 1940 году, что делало крайне важным исследование настроений французских сил в Северной Африке. Были разработаны планы по обеспечению содействия с их стороны.
Командовать операцией был назначен генерал Дуайт Эйзенхауэр, верховный главнокомандующий союзными войсками на Европейском театре военных действий, расположивший свой штаб на Гибралтаре. Военно-морским командующим экспедиционных сил Союзников был назначен Эндрю Каннингем; его заместителю вице-адмиралу Бертраму Рамсею была поручена разработка высадки.
По плану Дуайта Эйзенхауэра, высадка должна была произойти по трем направлениям: на Касабланку (западная часть), Оран (центр) и Алжир (восточная часть), после чего планировалось быстрое наступление в юго-восточном направлении на Тунис , навстречу 8-й британской армии наступавшей на Тунис с востока.
Американский консул в Алжире преуспел в налаживании пробных контактов с французскими офицерами, в том числе с главнокомандующим силами вишистов в Алжире, генералом Шарлем Эмманюэлем Мастом. Они согласились сотрудничать с союзниками при условии проведения тайных переговоров с одним из старших генералов союзников в Алжире. Переговоры были успешно проведены 21 октября 1942 г. (со стороны союзников их вёл генерал-майор Марк Кларк).
Союзникам также удалось переманить на свою сторону генерала сил Виши Анри Жиро, предложив ему должность главнокомандующего французскими вооружёнными силами в Северной Африке после вторжения. Жиро, однако, был согласен только на должность главнокомандующего всех войск вторжения, то есть на место Эйзенхауэра. Получив отказ, Жиро решил остаться «в роли зрителя».

## Ход операции

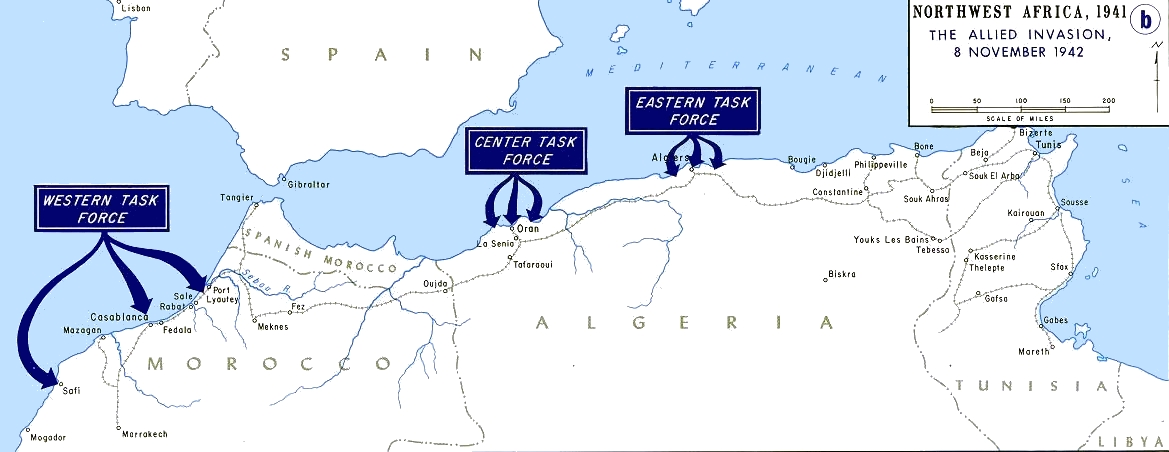
Схема операции «Факел»

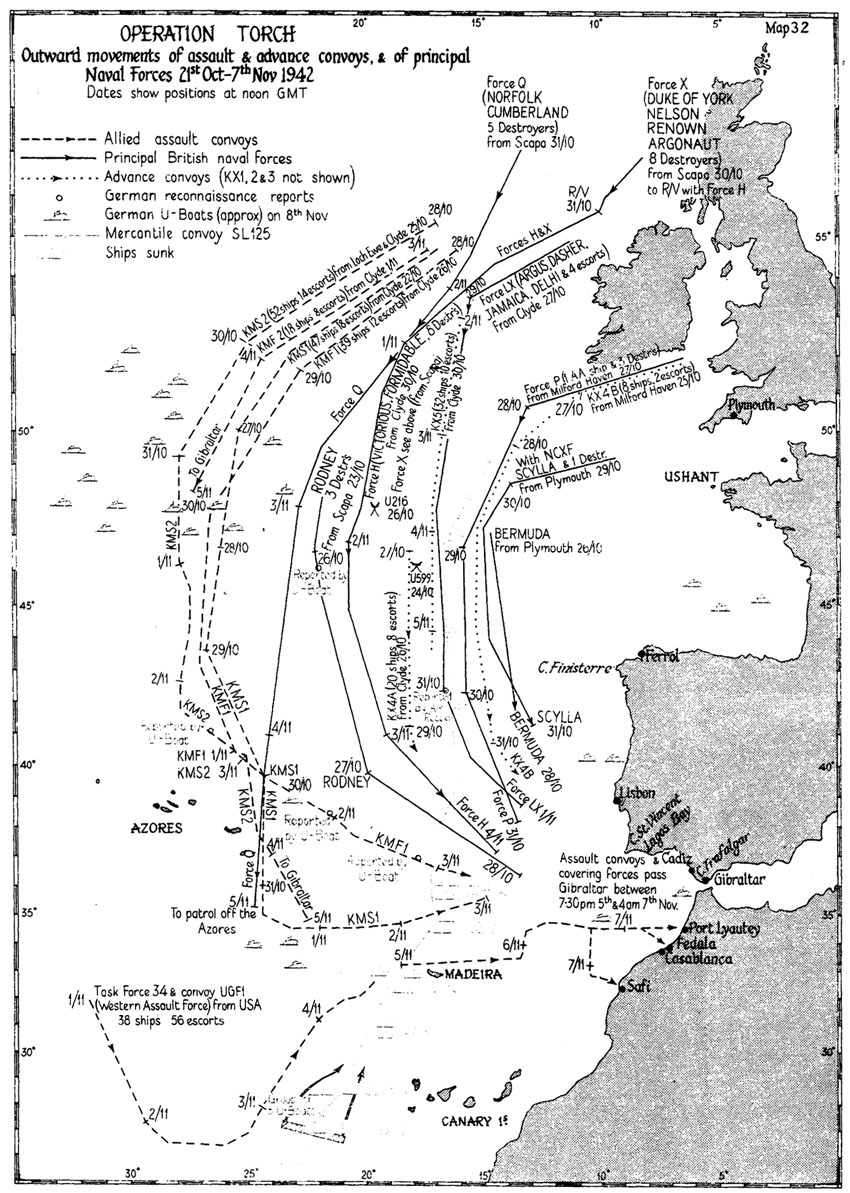
Маршруты союзных конвоев, направляющихся с Британских островов в Северную Африку.

В Северной Африке находилось около 120 тысяч французских солдат и офицеров: примерно 55 тысяч человек — в Марокко, 50 тысяч — в Алжире и 15 тысяч — в Тунисе. К ноябрю 1942 года правительство Виши по указанию Гитлера довело численность своих войск в Северной Африке до 200 тысяч человек. 
24 октября 1942 года транспорты с войсками вышли из портов США, а спустя несколько дней — из портов Англии с расчетом прибыть в районы предстоящей высадки одновременно. В пути караваны судов не встретили противодействия военно-морских или военно-воздушных сил Германии и Италии.
Союзники планировали провести одновременный захват всех ключевых портов и аэродромов Марокко и Алжира, атаковав Касабланку, Оран и Алжир. Операция должна была проводиться под флагом США, а не Великобритании (в том числе и по политическим соображениям). 
В ночь на 8 ноября 1942 г. транспортные суда под прикрытием боевых кораблей подошли к намеченным пунктам, началась высадка войск и выгрузка боевой техники. Десантные части получили приказ не стрелять, если не откроют огонь силы береговой обороны. При первом же враждебном акте со стороны французских войск предписывалось передать по радиосети условный сигнал — «Плей болл» («Игра в мяч»), означавший приказ вести активные действия против сил французской береговой обороны.
Западная оперативная группа (нацеленная на Касабланку) состояла из американских частей — 2-й бронетанковой, а также 3-й и 9-й пехотных дивизий (в сумме 35 000 человек). Командование ею осуществлял генерал-майор Джордж Паттон, морской частью операции руководил контр-адмирал Генри Хьюитт.
Центральная оперативная группа, чей удар был направлен на Оран, состояла из 509-го парашютного батальона, 1-й пехотной и 1-й бронетанковой дивизий (в целом 18 500 человек). Они были присланы из Британии и находились под командованием генерал-майора Ллойда Фредендалла. Морской частью операции руководил коммодор Томас Траубридж.
Восточная оперативная группа (цель — город Алжир) находилась под командованием генерал-лейтенанта Кеннета Андерсона и состояла из 78-й британской и 34-й американской пехотных дивизий (20 000 человек).
Морскими силами руководил вице-адмирал Гарольд Бэрроу.
Воздушная часть операции была разделена на два направления — к востоку и к югу от мыса Тенез в Алжире соответственно. На первом действовала британская авиация под командованием маршала Уильяма Уэлша, на втором — американская под командованием генерал-майора Джеймса Дулиттла.

### Касабланка
Западная операционная группа высадилась перед рассветом 8 ноября 1942 г. в трёх местах: в Сафи, Марокко (операция «Блэкстоун»), Федале, Марокко (операция «Брашвуд») и в Мехдие, Марокко (операция «Гоулпоуст»). Артподготовка не проводилась, поскольку предполагалось, что французы не окажут сопротивление. Десанту пришлось преодолеть некоторые трудности, в первую очередь связанные с метеорологическими условиями и недостатками в навигационном обеспечении. Тем не менее в течение первого часа операции 3500 человек высадились на берег. 
Предыдущей ночью французским генералом Бетуаром была совершена попытка переворота. Он окружил виллу провишистски настроенного генерала Огюста Ногеса, однако тот сумел избежать захвата. Действия Бетуара навели Ногеса на мысль о готовящейся высадке союзников, в связи с чем он привёл в боевую готовность силы береговой обороны.
Наиболее успешно прошло вторжение в Сафи. Здесь также не проводилась артподготовка, однако, как только вторгающиеся подверглись обстрелу со стороны береговой артиллерии вишистов, с кораблей был открыт ответный огонь. Сафи был взят к полудню 8 ноября. К 10 ноября в городе были подавлены последние очаги сопротивления, после чего основная часть сил под командованием генерала Хармона направилась к Касабланке.
Касабланка была окружена к 10 ноября и сдалась союзникам за час до планировавшегося финального штурма. Войска Паттона вошли в город, не встретив сопротивления.
В целом, сопротивление войск Виши в Марокко было разрозненным. Попытка эскадры вишистских ВМС, включавшей незаконченный линкор «Жан Бар», воспрепятствовать высадке не увенчалась успехом. В итоге многие корабли были потеряны, оставшиеся же присоединились к союзникам.

### Оран
Удар Центральной оперативной группы был разделён по трём участкам побережья к западу и северу от Орана. Вследствие недостаточно тщательной разведки побережья некоторые атакующие корабли были повреждены из-за неожиданно малой глубины моря. Это послужило ценным уроком при планировании операции «Оверлорд» (высадки в Нормандии). 
Французские части, в том числе береговые батареи, пытались оказать сопротивление десантам западных союзников. В частности, попытка английских сторожевых кораблей захватить Оран прямой атакой с моря привела к потере двух кораблей и большей части находившихся на них десантников. Войска вишистов оборонялись весьма упорно, прежде чем были вынуждены сдаться под непрекращающимися обстрелами со стороны британских линкоров. Всего на этом участке союзные войска потеряли немногим более 600 человек убитыми, ранеными и пропавшими без вести. 10 ноября гарнизон Орана капитулировал.

### Алжир

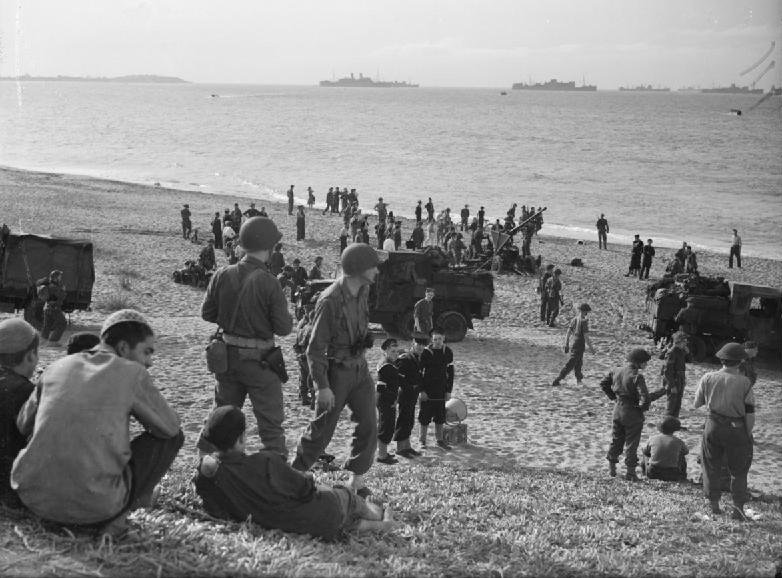
Британские и американские войска на побережье близ г. Алжир

Согласно договорённостям с Союзниками, группа из 400 членов французского Сопротивления под командованием Анри Д’Астира и Жозе Абулькера произвела военный переворот в городе Алжире перед высадкой десанта ночью 8 ноября. Они заняли ключевые цели в городе, включая телефонную станцию, радиостанцию, дом губернатора и штаб 19-го корпуса. Восстание голлистов было подавлено, но оно оказало ценное содействие союзникам во многих отношениях: днём обороняющиеся вишисты потратили много времени на возвращение под свой контроль позиций, потерянных во время переворота, что позволило англо-американцам окружить город почти без сопротивления.
Вторжение было распределено между тремя участками побережья. Не все высаживающиеся войска попали на отведённые им участки, что, однако, было несущественно, так как они не встречали практически никакого сопротивления. Батареи береговой артиллерии были заранее выведены из строя восставшими. Один из французских генералов открыто поприветствовал союзников. Единственные стычки произошли в самом г. Алжир, который был сдан союзникам в 18:00.
10 ноября несколько транспортов с английскими войсками вышли из Алжира для захвата порта Бужи, гарнизон которого на следующий день капитулировал без единого выстрела.

## Результаты
В целом оборона французских войск, находившихся в Северной Африке, была скорее символической, чем действительной. Через три дня после начала высадки, 10 ноября, генерал Кларк и дипломатический представитель Вашингтона в странах Магриба Р. Мэрфи встретились в Алжире с главнокомандующим вооруженными силами правительства Виши адмиралом Ж. Дарланом и генералом А. Жиро. После непродолжительного совещания, в ходе которого была достигнута договоренность о мирном урегулировании создавшейся ситуации, Дарлан отдал приказ французским сухопутным, морским и воздушным силам в Африке полностью прекратить сопротивление западным союзникам и соблюдать строжайший нейтралитет.
Использование союзниками таких фигур, как Дарлан и Жиро, позволило переманить на свою сторону влиятельных руководителей вишистского режима, сблизить их с Французским национальным комитетом в Лондоне и в конечном итоге сформировать единое, признанное США и Великобританией, правительство Франции.
Рузвельт пообещал Дарлану сохранить его власть и контроль над французской Северной Африкой. В ответ последовала гневная реакция как Шарля де Голля, лидера французского Сопротивления, так и военных корреспондентов. Несмотря на неё, эта идея была осуществлена. После убийства Дарлана 24 декабря местным антифашистом на его место был поставлен Жиро, в скором времени арестовавший лидеров восстания 8 ноября при полном попустительстве союзников. 
Узнав о переходе Дарлана на сторону союзников, Гитлер приказал немецким войскам занять южную часть Франции, а также усилить немецкое присутствие в Северной Африке. Оккупации также подвергся французский протекторат в Тунисе.
Американо-английские войска получили возможность беспрепятственно продвигаться на восток. К середине ноября они, заняв территорию Марокко и Алжира, вступили в Тунис. К 1 декабря союзники высадили в Северной Африке уже 253 213 человек, из них 146 453 солдата и офицера американских войск и 106 760 британских.
После оккупации вишистской Франции немцами, а также их неудавшейся попытки захвата французского флота в Тулоне, французские силы во Французской Западной Африке перешли на сторону союзников. 
При поддержке французов союзники вторглись на территорию Туниса и почти достигли его столицы, города Туниса, но были отброшены назад в результате контратаки немцев. В начале 1943 года последовала серия отступлений под натиском немецкого Африканского корпуса Эрвина Роммеля. Однако союзники, получив необходимые подкрепления, сумели остановить немцев и 7 мая 1943 года взять города Тунис и Бизерта. Отрезанные от поддержки своих военно-морских и военно-воздушных сил, действовавших с Сицилии, войска Оси в Тунисе под ударами британских войск, наступавших с востока (из Египта), и англо-американских сил, наступавших с запада (из Алжира), капитулировали 13 мая 1943 года.